# 여인적안색
《여인적안색》(女人的颜色)은 2012년 방송되었던 중국의 드라마이다.

## 소개
- '여인적안색'의 속편으로 여자의 일과 사랑을 그린 드라마

## 등장 인물
- 서균 (徐筠) - 예징이 역
- 능소숙 (凌瀟肅) - 위칭장 역
- 호방생 (芦芳生) - 왕진 역
- 왕원가 (王媛可) - 야오친친 역
- 바이판 - 우진 역